# Elvis und der Kommissar
Elvis und der Kommissar war eine Krimiserie der ARD, die in den Monaten November und Dezember 2007 montags um 20.15 Uhr in einer Länge von jeweils ca. 45 Minuten gesendet wurde.

## Handlung
Hans Behringer ist Kommissar bei der Hamburger Kriminalpolizei. Da seine Mutter Rosa altersbedingt in ein Seniorenheim ziehen musste, hat er die Betreuung ihres Hundes Elvis, eines Norwich Terriers übernommen, der ihn notgedrungen auch bei Recherchen und Befragungen zu verschiedenen Kriminalfällen begleitet. Nicht genug, dass Rosa sich ständig in das Leben ihres Sohnes einmischt, zu allem Überfluss hat sich auch noch Hans’ Frau Lilo von ihm getrennt und lebt nun mit seinem Chef Seibold zusammen, zu dem Hans ohnehin ein gespanntes Verhältnis hat. Trost spendet ihm einzig Anja Nolte, die Wirtin seiner Stammkneipe, die ihn nicht nur mit Hausmannskost versorgt.

## Episodenliste
| Folge | Erstausstrahlung | Titel                              | Gastschauspieler (Auswahl)                                                                   |
| 1     | 12. Nov. 2007    | Kubanische Zigarren                | Wolf-Dietrich Sprenger, Karl Kranzkowski, Veit Stübner, Franziska Arndt                      |
| 2     | 19. Nov. 2007    | Zweimal sterben gilt nicht         | Gustav-Peter Wöhler, Eckart Dux, Krystian Martinek, Doreen Nixdorf                           |
| 3     | 26. Nov. 2007    | Todesursache Eigentor              | Peter Heinrich Brix, Kai Schumann, Luc Feit, Katrin Wrobel                                   |
| 4     | 3. Dez. 2007     | Tod auf Warteliste                 | Uwe Friedrichsen, Dietrich Hollinderbäumer, Jürgen Janza, Gernot Endemann, Harald Burmeister |
| 5     | 10. Dez. 2007    | Das Mädchen mit den blonden Haaren | Dietmar Mues, Anna Hausburg, Victoria Trauttmansdorff, Jona Mues                             |
| 6     | 17. Dez. 2007    | Heiße Ware                         | Oscar Ortega Sánchez, Anneke Schwabe, Christoph Zrenner, Christine Kutschera                 |

## Ausstrahlung und Einschaltquoten
Die Serie wurde nach der Absetzung von Ein Fall für Nadja ausgestrahlt. Die Drehbücher verfasste Michael Baier, die Regie teilten sich Ulrich Stark (Folgen 1 bis 3) und Ulrich Zrenner (Folgen 4 bis 6).
Eine Auflistung gemessener Einschaltquoten und Marktanteile veranschaulicht folgende Tabelle:
| Datum             | Zuschauer | Zuschauer       | Marktanteil | Marktanteil     | Quellen |
| Datum             | Gesamt    | 14 bis 49 Jahre | Marktanteil | Marktanteil     | Quellen |
| Datum             | Gesamt    | 14 bis 49 Jahre | Gesamt      | 14 bis 49 Jahre | Quellen |
| ----------------- | --------- | --------------- | ----------- | --------------- | ------- |
| 12. November 2007 | 3,13 Mio. | –               | 9,2 %       | 4,3 %           | [ 4 ]   |
| 19. November 2007 | 2,88 Mio. | –               | 8,6 %       | 3,8 %           | [ 5 ]   |
| 26. November 2007 | 3,74 Mio. | –               | 10,9 %      | 4,1 %           | [ 6 ]   |
| 3. Dezember 2007  | 2,87 Mio. | –               | 8,7 %       | 4,3 %           | [ 7 ]   |
| 10. Dezember 2007 | 3,14 Mio. | 0,5 Mio.        | 9,5 %       | 3,8 %           | [ 6 ]   |
| 17. Dezember 2007 | 2,73 Mio. | –               | 8,1 %       | 4,1 %           | [ 6 ]   |

Die Serie wurde ab April 2009 im Ersten deutlich erfolgreicher wiederholt als bei ihrer Erstausstrahlung.